# (171486) 1996 MO
1996 أم أو (ويعرف أيضًا باسم (171486) 1996 أم أو وفق تسمية الكوكب الصغير) (بالإنجليزية: 1996 MO)‏ هو كويكب ضمن حزام الكويكبات؛ وترتيبه 171486 من حيث الاكتشاف.
اكتُشف هذا الجُرم الفلكي بواسطة سبيس واتش في 23 يونيو 1996.

## وصلات خارجية
- (171486) 1996 MO في قاعدة بيانات مختبر الدفع النفاث لأجرام النظام الشمسي الصغيرة

- الاكتشاف · مخطط المدار ·  العناصر المدارية · المعلمات المادية

- (171486) 1996 MO على موقع ويكي سكاي: DSS2, SDSS, GALEX, IRAS, Hydrogen α, X-Ray, Astrophoto, Sky Map, Articles and images